# Saint-Benin-d’Azy
Saint-Benin-d’Azy – miejscowość i gmina we Francji, w regionie Burgundia-Franche-Comté, w departamencie Nièvre.
Według danych na rok 1990 gminę zamieszkiwały 1243 osoby, a gęstość zaludnienia wynosiła 35 osób/km² (wśród 2044 gmin Burgundii Saint-Benin-d’Azy plasuje się na 187. miejscu pod względem liczby ludności, natomiast pod względem powierzchni na miejscu 107.).